# Matías Améstica
Matías Améstica Astudillo (Providencia, Chile, 25 de junio de 1997) es un futbolista chileno que juega de lateral actualmente en Independiente de Cauquenes de la Segunda División de Chile.

## Trayectoria
Formado en las divisiones inferiores del Ñublense de Chillán su constancia lo llevó al primer equipo de la mano del técnico Fernando Díaz, logró debutar en el profesionalismo el 10 de abril de 2016 frente a la escuadra de Rangers de Talca válido por la décima tercera fecha del campeonato de la Primera B de Chile.

## Clubes
| Club                       | País  | Año       |
| -------------------------- | ----- | --------- |
| Ñublense                   | Chile | 2015-2017 |
| Fernández Vial             | Chile | 2018      |
| Independiente de Cauquenes | Chile | 2019-2021 |
| San Antonio Unido          | Chile | 2021      |
| Independiente de Cauquenes | Chile | 2022-Act. |